# Aleksandrs Koblencs
Alexandru Koblenț (în letonă Aleksandrs Koblencs; n. 3 septembrie 1916, Riga, Imperiul Rus – d. 9 decembrie 1993, Riga, Letonia) a fost un maestru de șah leton.

## Turnire de șah
Koblenț câștigă de patru ori campionatul de șah în Letonia, respectiv în anii 1941, 1945, 1946 și 1949.

## Antrenor autor și jurnalist
El antrenează pe marele maestru de șah Mihail Tal în anul 1960 contra lui Mihail Botvinnik, a antrenat de asemenea echipa de șah sovietică pentru olimpiadele din 1956 și 1960.
A scris mai multe manuale pentru șah, care au fost traduse în mai multe limbi, de asemenea a colaborat ca jurnalist la magazinul „Jurnalul de șah”.